# وزارت دفاع مصر
وزارت دفاع مصر (انگلیسی: Ministry of Defense) از وزارتخانه‌های دولت مصر است، که مسئول سازماندهی نیروهای مسلح مصر است و امور آن را مدیریت و از تأسیسات آن نگهداری می‌کند. همچنین امور مربوط به دانشگاه‌ها و استخدام نظامی، بسیج و مدیریت کهنه‌سربازان و کارخانه‌های نظامی در مصر را از طریق آژانس مدیریت و اداره نیروهای مسلح انجام می‌دهد.
این وزارتخانه در سال ۱۸۷۹ توسط اسماعیل پاشا تأسیس شد و سپس وزارت جنگ نامیده شد تا اینکه در ۱۴ مه ۱۹۷۱ به وزارت دفاع تغییر نام داد. ستاد مرکزی وزارت دفاع مصر در قاهره مستقر است و ساختمان مرکزی آن هشت ضلعی نام دارد که در پایتخت اداری جدید واقع شده است.